# Руслан Хасбулатов
Руслан Имранович Хасбулатов (рус. Русла́н Имранович Хасбула́тов, чеч. Хасбола́ти Имра́ни кIант Руслан; Толстој-Јурт, 22. новембар 1942 — Олгино, 3. јануар 2023) био је руски економиста и политичар и бивши председник парламента Русије чеченског порекла који је играо централну улогу у догађајима који су довели до уставне кризе у Руској Федерацији 1993.
Хасбулатов, који је по струци био економист, је крајем 1980-их за време перестројке и гласности постао блиски сарадник Бориса Јељцина, тадашњег предводника радикалних реформиста унутар совјетске Комунистичке партије. Као реформист је на првим слободним изборима изабран за члана Конгреса народних депутата, а за време покушаја пуча против Михаила Горбачова у августу 1991. се заједно са Јељцином одупирао пучистима. Тада је напустио КПСС, а неколико месеци касније је изабран за председника Врховног совјета и тако постао други најмоћнији човек у Русији. Однос са Јељцином се, међутим, брзо охладио, и то због мимоилажења око економске политике и тумачења Устава, а што је 1993. довело до уставне кризе, на крају које је Јељцин на зграду Парламента, где се налазио Хасбулатов послао војску. Хасбулатов је тада ухапшен, али је неколико месеци касније пуштен захваљујући амнестији коју је изгласала новоизабрана руска Државна дума. Хасбулатов се у лето 1994. вратио у родну Чеченију, тада де факто отцепљену од Русије како би посредовао у сукобу између сепаратистичког председника Џохара Дудајева и чеченске опозиције. Његова "мировна мисија" није успела, те је Хасбулатов постао неформални вођа опозиционара који су на крају затражили војну, обавештајну и другу подршку Јељциновог режима, а што је на крају прерасло у Први чеченски рат. Након избијања сукоба се Хасбулатов формално повукао из политике и уместо тога предавао економију.

## Младост
Хасбулатов је рођен у Толстој-Јурту, селу близу Грозног, главног града Чеченије, 22. новембра 1942. године. У фебруару 1944. депортован је у средњу Азију током депортација Чечена.
После студија у Алматију, Хасбулатов се 1962. преселио у Москву, где је студирао право на престижном Московском државном универзитету . Након дипломирања 1966. године, придружио се Комунистичкој партији Совјетског Савеза . Наставио је студије, фокусирајући се на политички, друштвени и економски развој капиталистичких земаља, и добио неколико виших диплома између 1970. и 1980. године. Током 1970-их и 1980-их, објавио је низ књига о међународној економији и трговини.

## Улазак у политички живот
Касних 1980-их, Хасбулатов је почео блиско да сарађује са све популарнијим отпадником у Комунистичкој партији Борисом Јељцином . Изабран је за Конгрес народних посланика Руске СФСР 1990. године. Пратио је Јељцина у успешном отпору покушају пуча 1991. Напустио је Комунистичку партију у августу 1991, а 29. октобра 1991. изабран је за председника Врховног совјета РСФСР.

## Улога у уставној кризи 1993.
Хасбулатов је у том периоду био Јељцинов савезник и играо је кључну улогу у вођењу отпора покушају државног удара 1991. године. Међутим, он и Јељцин су се удаљили након распада Совјетског Савеза крајем 1991.
После распада СССР-а, Хасбулатов је консолидовао своју контролу над руским парламентом и постао други најмоћнији човек у Русији после самог Јељцина. Између осталих фактора, ескалирајући сукоб ега између Хасбулатова и Јељцина довео је до руске уставне кризе 1993. године, у којој је Хасбулатов (заједно са потпредседником Александром Руцкојем) предводио Врховни совјет Русије у његовој борби за власт са председником, која је окончана Јељциновим насилним нападом и каснијим распуштањем парламента у октобру 1993.
Хасбулатов је ухапшен заједно са осталим челницима парламента. Године 1994. новоизабрана Дума га је помиловала заједно са другим кључним вођама антијељцинског отпора.

## Живот ван политике
Након завршетка политичке каријере, Хасбулатов се вратио својој ранијој професији као наставник економије као оснивач и шеф катедре за међународну економију Руске економске академије Плеханов (РЕА). Он је наставио да коментарише политичка дешавања у Русији.